# Langenrohr
Langenrohr è un comune austriaco di 2 346 abitanti nel distretto di Tulln, in Bassa Austria; ha lo status di comune mercato (Marktgemeinde).